# La Belle et l'Empereur
Pour plus de détails, voir Fiche technique et Distribution.
La Belle et l'Empereur (Die schöne Lügnerin) est un film franco-allemand réalisé par Axel von Ambesser, sorti en 1959.

## Synopsis
En Autriche, lors du Congrès de Vienne de 1815, Fanny tombe amoureuse de Martin. Celui-ci se présente comme le valet de Metternich, mais il est en fait le comte de Waldau et Fanny, apprenant la supercherie, décide de se venger de lui. Elle rencontre au cours du bal le Tsar Alexandre Ier, qui la prend pour une aristocrate, tandis que Metternich la croit coupable d'espionnage. 

## Fiche technique
- Titre : La Belle et l'Empereur
- Titre original : Die schöne Lügnerin (soit en français « La belle menteuse »)
- Réalisation : Axel von Ambesser
- Scénario : Answald Krüger, Maria Matray et Jean Bernard-Luc, d'après la pièce Die schöne Lügnerin de Just Scheu et Ernst Nebhut
- Musique : Bernhard Eichhorn
- Photographie : Christian Matras
- Montage : Alice Ludwig-Rasch (de)
- Production : Walter Koppel (de), Gyula Trebitsch (de), Arys Nissotti et Pierre O'Connell
- Sociétés de production : Real-Film GmbH (Hambourg), Regina Films (Paris)
- Pays d'origine :  Allemagne de l'Ouest,  France
- Format : Couleurs - 35 mm – 1,66:1 – Mono
- Genre : Comédie
- Durée : 94 minutes
- Dates de sortie : 
  - Allemagne de l'Ouest : 10 septembre 1959
  - France : 1er juin 1960

## Distribution
- Romy Schneider : Fanny Emmetsrieder
- Jean-Claude Pascal : Tsar Alexandre Ier
- Helmut Lohner : le comte Waldau
- Charles Régnier : Klemens Wenzel von Metternich
- Véra Valmont : Marie-Louise d'Autriche
- Hans Moser : Grand-père Emmetsrieder
- Paul Guers : l'ambassadeur français d'Aurignac
- Josef Meinrad : le baron Hager
- Helmut Qualtinger : le détective Zawadil
- Marcel Marceau : Le mime